# شاون وترلی
شاون وترلی (انگلیسی: Shawn Weatherly؛ زادهٔ ۲۴ ژوئیهٔ ۱۹۵۹) هنرپیشه و ملکه زیبایی اهل آمریکا است. او در سال ۱۹۸۰ برنده ملکه زیبایی ایالات متحده آمریکا و همچنین دوشیزه جهان شد.
از فیلم‌های او می‌توان به دانشکده پلیس ۳ اشاره نمود.